# Sarwar
Sarwar é uma cidade e um município no distrito de Ajmer, no estado indiano de Rajasthan.

## Geografia
Sarwar está localizada a 26° 04′ N, 75° 00′ L. Tem uma altitude média de 337 metros (1105 pés).

## Demografia
Segundo o censo de 2001, Sarwar tinha uma população de 16,194 habitantes. Os indivíduos do sexo masculino constituem 52% da população e os do sexo feminino 48%. Sarwar tem uma taxa de literacia de 47%, inferior à média nacional de 59.5%: a literacia no sexo masculino é de 61% e no sexo feminino é de 32%. Em Sarwar, 19% da população está abaixo dos 6 anos de idade.